# Todd Kerns
Todd "Dammit" Kerns (ur. 5 grudnia 1969 w Lanigan) — kanadyjski muzyk, multiinstrumentalista, wokalista, kompozytor i producent. Od 2011 roku jest basistą i wokalistą wspomagającym w zespole (The Conspirators) brytyjskiego gitarzysty Slasha. Jest również wokalistą i gitarzystą w rockowym zespole z Las Vegas Sin City Sinners.
Współpracował z kanadyjskimi zespołami, np. The Age of Electric. Wraz z braćmi Johnem i Ryanem Kerns oraz z Scottem McCargarem stworzył grupę Static in Stereo. W 2002 roku ta grupa była nominowana do Canadian Radio Music Award w kategorii „Best New Group”.

## Wybrana dyskografia
- Todd Kerns – Go Time! (2004, Her Royal Majesty's Records Inc.)[3]
- Bif Naked – Superbeautifulmonster (2005, Her Royal Majesty's Records Inc.)
- Slash ft. Myles Kennedy and The Conspirators – Apocalyptic Love (2012, Dik Hayd Int.)[4]
- Slash ft. Myles Kennedy and The Conspirators – World on Fire (2014, Dik Hayd Int.)[5]
- Slash ft. Myles Kennedy and The Conspirators - Living The Dream (2018, Snakepit Records)